# United States Adult Soccer Association
A United States Adult Soccer Association (USASA) é uma organização para o futebol amador e semi-profissional dos Estados Unidos. A organização é dividida em 55 organizações regionais que visam desenvolver o futebol local, inclusive realizando competições locais.
As principais ligas organizadas pela USASA são a Premier Development League e a National Premier Soccer League, equivalentes ao quarto patamar no Sistema de ligas de futebol dos Estados Unidos. Apesar de serem ligas ligas amadoras e semi-profissionais, as ligas organizadas pela USASA são consideradas oficias, dando vaga inclusive para a disputa da Lamar Hunt US Open Cup. 

## Organizações
No total, a USASA possui 55 organizações independentes, que ajudam a desenvolver o futebol regional. A organização é dividida em quatro regiões:
| Região I - Delaware - Maryland - Massachusetts - Nova Hampshire - Nova Jersey - Nova Iorque Leste - Nova Iorque Oeste - Pensilvânia Leste - Pensilvânia Oeste - Rhode Island - Vermont - Virgínia/D.C. - Virgínia Ocidental | Região II - Dakota do Norte - Dakota do Sul - Illinois - Indiana - Iowa - Kansas - Kentucky - Michigan - Minnesota - Missouri - Nebraska - Ohio Norte - Ohio Sul - Wisconsin |
| Região III - Alabama - Arkansas - Carolina do Norte - Carolina do Sul - Florida - Geórgia - Louisiana - Mississippi - Oklahoma - Tennessee - Texas Norte - Texas Sul                                                        | Região IV - Alasca - Arizona - Califórnia Norte - Califórnia Sul - Colorado - Havaí - Idaho - Montana - Nevada - Novo México - Oregon - Utah - Washington - Wyoming          |

## Ligas Afiliadas
Para as ligas amadoras filiadas a USASA, veja Lista de ligas afiliadas a USASA.

## Competições
Desde 2013 a USASA realiza torneios nacionais entre equipes das ligas menores

### Hank Steinbrecher Cup
| Ano  | Campeão          | Resultado | Vice              | Terceiro           | Resultado | Quarto                 |
| ---- | ---------------- | --------- | ----------------- | ------------------ | --------- | ---------------------- |
| 2013 | Carolina Dynamo  | 1-1 (3-2) | LVU Sonic         | Croatian Eagles    | 3-1       | Battery Park Gunners   |
| 2014 | RWB Adria        | 1-0       | Sonoma County Sol | NTX Rayados        |           | Ocean City Nor'easters |
| 2015 | Chattanooga FC   | 3-0       | Michigan Bucks    | Maryland Bays      |           | NY Greek Americans     |
| 2016 | Chicago Fire U23 | 2-1       | Chattanooga FC    | Quinto Elemento FC |           | West Chester United    |